# AB BDe 4/4 (31-35)
De BDe 4/4 is een elektrische trein voor het regionaal personenvervoer van de Appenzeller Bahn (AB). Sinds 2006 maakt deze onderneming deel uit van de Appenzeller Bahnen (AB).

## Geschiedenis
Het treinstel is door Schindler Waggon (SWA), Schweizerische Industrie-Gesellschaft (SIG) en de Asea Brown Boveri (ABB) ontwikkeld en gebouwd voor de Appenzeller Bahn (AB).

## Constructie en techniek
Het treinstel heeft een stalen frame en een cabine. Het treinstel kan alleen functieneren met een stuurstandrijtuig aangevuld met een of meer tussenrijtuigen.

### Nummers
Deze treinen werden in 2006 vernummerd:
- 31 → 41
- 32 → 42
- 33 → 43
- 34 → 44
- 35 → 44

## Treindiensten
Deze treinen worden door de Appenzeller Bahnen (AB) ingezet op de volgende trajecten:
- Gossau SG - Appenzell
- Appenzell - Wasserauen